# Ватоліно
Вато́ліно (рос. Ватолино) — селище у складі Каргапольського району Курганської області, Росія. Входить до складу Майської сільської ради.
Населення — 18 осіб (2010, 83 у 2002).
Національний склад населення станом на 2002 рік: росіяни — 93 %.